# Treguaco
Treguaco – miasto w Chile, w regionie Ñuble, w prowincji Itata.